# Бродячая собачка (театр)
Театр кукол «Бродячая собачка» — кукольный театр, расположенный в Санкт-Петербурге.

## История
Театр был основан 20 августа 1990 года. Идея его создания принадлежала молодой художнице Марии Прокофьевой. Первым художественным руководителем стал детский писатель и драматург Борис Коган; первым директором — Надежда Дергунова.
Необычным названием театр обязан заслуженному деятелю искусств России, профессору, заведующей кафедрой сценографии и технологии театра кукол РГИСИ Валентине Григорьевне Ховралёвой. «Что может быть приятнее для ребёнка, чем слово „собачка“! А „бродячая“ — значит бегающая, гуляющая и гастролирующая, наконец. Это не просто название — это имя собственное, и оно запоминается. Это имя несёт петербургский колорит…», — вспоминала впоследствии Валентина Григорьевна.
Создание и становление театра пришлись на 1990-е годы. Для театра это был период неизбежных организационных, технических и финансовых трудностей, несмотря на которые старт «Бродячей собачки» был вполне удачным. Мария Прокофьева придумывала кукол, конструировала и расписывала декорации, разрабатывала сценографию. По воспоминаниям первых сотрудников театра, декорации были продуманными, яркими, гротескными, неожиданными и по сочетаниям красок, и по рисунку. Необычными были и куклы; они совсем не соответствовали стандартным представлениям тех лет о спектаклях для детей.
Первой постановкой театра стала новогодняя сказка, и рассказывала она именно про бродячую собачку. Насыщенный добрым юмором спектакль нравился детям, и они с удовольствием его смотрели.
Между тем, сначала у «Бродячей собачки» не было даже своего стационарного зрительного зала; спектакли были выездными. Первый «дом» театра располагался на ул. Рубинштейна и был совершенно неприспособленным для театральных нужд, однако вскоре театру было передано помещение бывшей районной партийной библиотеки в Кировском районе Санкт-Петербурга.
В начале 1992 года Санкт-Петербургский Театр кукол «Бродячая собачка» стал муниципальным, подведомственным администрации Кировского района.
В 1998 году в театре сменилось руководство. Художественным руководителем стал Василий Дерягин — известный в театральных кругах кукольников режиссёр, а директором — Алла Бондарь.
В 2000 году на должность художественного руководителя была назначена Альфия Абдулина.
С театром сотрудничали известные театральные деятели: режиссеры Николай Боровков, Борис Константинов, Руслан Кудашов, Жак Матиссен (Дания), художники-постановщики Марк Борнштейн, Алевтина Торик, Юрий Хариков, хореографы Гали Абайдулов, Андрей Босов.
В 2006 году спектакль театра «Гадкий утёнок» (режиссёр Жак Матиссен) был номинирован на премию «Золотая маска» как лучший кукольный спектакль, а Алевтина Торик была удостоена этой премии как лучший художник. По словам критиков, «художник-постановщик Алевтина Торик нашла те художественные средства, которые позволили ей раскрыть естественную, природную, живую сущность сказки. Все птицы деревянные, большие и неповоротливые, они задают актерам пластическое воплощение роли, эти птицы могут плавать и плескаться в настоящей воде, которая вносит радостное оживление в спектакль. Жак Матиссен, режиссер, приглашенный „Бродячей собачкой“ из Дании, рассказал историю так, как сделал бы это Андерсен».

## Репертуар
В начале 2000-х годов Театр кукол «Бродячая собачка» стал едва ли не первым в городе театром с репертуаром, ориентированным на малышей от 3-х лет. Этого курса коллектив придерживается и по сей день. Сейчас в театре успешно развивается формат «Бэби-театр»; в его афише есть спектакли для детей от 1,5 лет.
В основе репертуара «Бродячей собачки» спектакли по произведениям мировой и отечественной классики для детей. Оставаясь театром для малышей, театр ставит спектакли, интересные зрителям всех возрастных категорий. Знакомые и любимые произведения, оставаясь «классическими» и понятными детям, обретают в постановках «Бродячей собачки» новые краски и смысловые грани. Некоторые спектакли театра благодаря богатству и новизне художественного языка стали заметным явлением в театральной жизни России.
Давняя творческая традиция «Бродячей собачки» — сотрудничество с молодыми режиссерами и художниками. Сегодня театр известен как площадка для постоянного художественного поиска. Это помогает труппе быть в постоянном творческом тонусе, активно использовать новые сценические приемы и выразительные средства.

## Руководители
С 2000 года и по сей день художественным руководителем театра является Альфия Сибгатовна Абдулина.
Директор — Эдуард Леонидович Шерстюк.

## Награды
- Почётный диплом Законодательного Собрания Санкт-Петербурга (22 сентября 2010 года) — за выдающийся вклад в развитие культуры и искусства в Санкт-Петербурге и в связи с 20-летием со дня основания[7].